# Ian Evans
Pour les articles homonymes, voir Evans.
Pas d'image ? Cliquez ici

a Compétitions nationales et continentales officielles uniquement.

b Matchs officiels uniquement.
Dernière mise à jour le 12 juillet 2023.
Ian Richard Evans, né le 4 octobre 1984 à Johannesbourg en Afrique du Sud, est un joueur international gallois d'origine sud-africaine de rugby à XV. Il compte 33 sélections avec l'équipe du pays de Galles de 2006 à 2014, évoluant au poste de deuxième ligne (2,05 m et 124 kg).

## Carrière
Il a disputé son premier test match le 11 juin 2006, contre l'équipe d'Argentine.
En avril 2017, il annonce qu'il est contraint de mettre un terme à sa carrière en raison d'une blessure à un genou.

## Statistiques en sélection nationale
- Sélections en équipe nationale : 33
- Sélections par année : 5 en 2006, 3 en 2007, 8 en 2008, 1 en 2011, 8 en 2012, 7 en 2013, 1 en 2014
- Tournoi des Six Nations disputé : 2008, 2012, 2013

## Palmarès

### En club et province
- Finaliste de la Coupe anglo-galloise en 2007 avec les Ospreys.
- Vainqueur de la Coupe anglo-galloise en 2008 avec les Ospreys.
- Vainqueur de la/du Celtic League/Pro12 en 2007, 2010 et 2012 avec les Ospreys.
- Finaliste du Championnat d'Angleterre de 2e division en 2015 avec Bristol Rugby.
- Vainqueur du Championnat d'Angleterre de 2e division en 2016 avec Bristol Rugby.

### En sélection nationale
- Vainqueur du Tournoi des Six Nations en 2008 (Grand Chelem), 2012 (Grand Chelem) et 2013 avec le pays de Galles.